# Triumph Dolomite

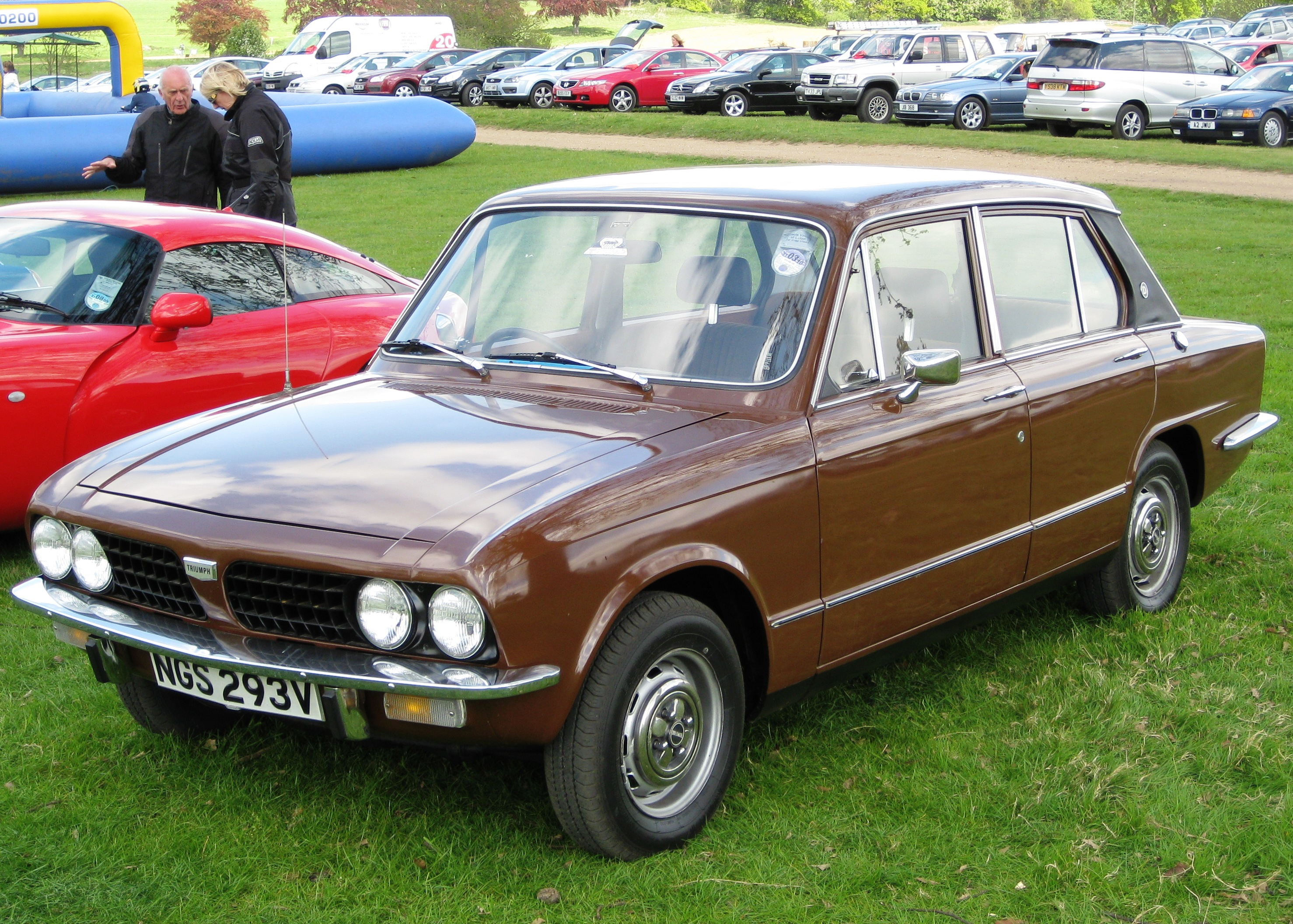
Triumph Dolomite 1500

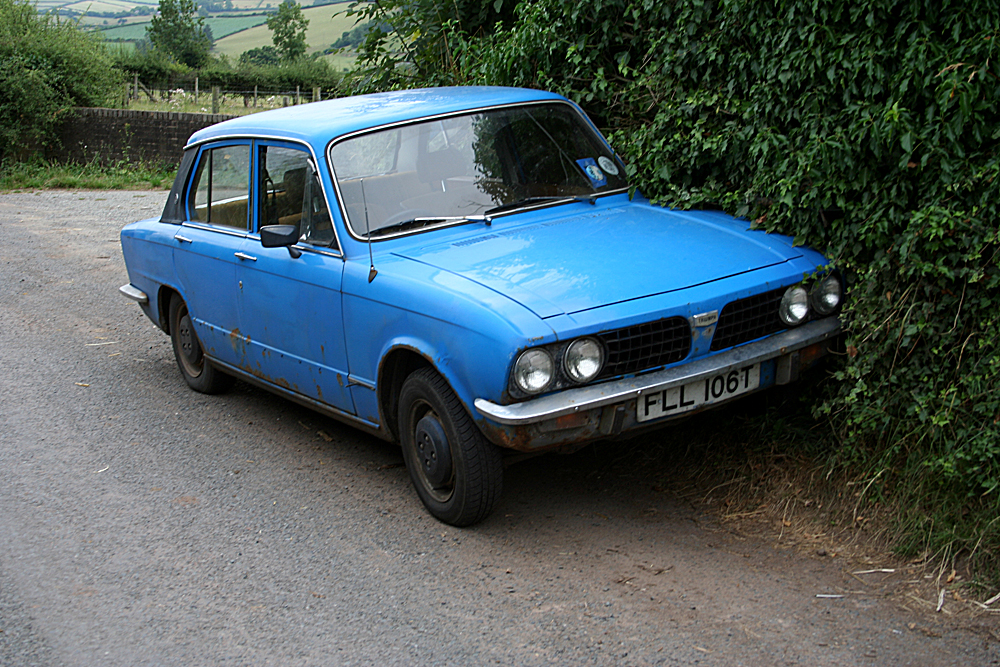
Triumph Dolomite 1500HL

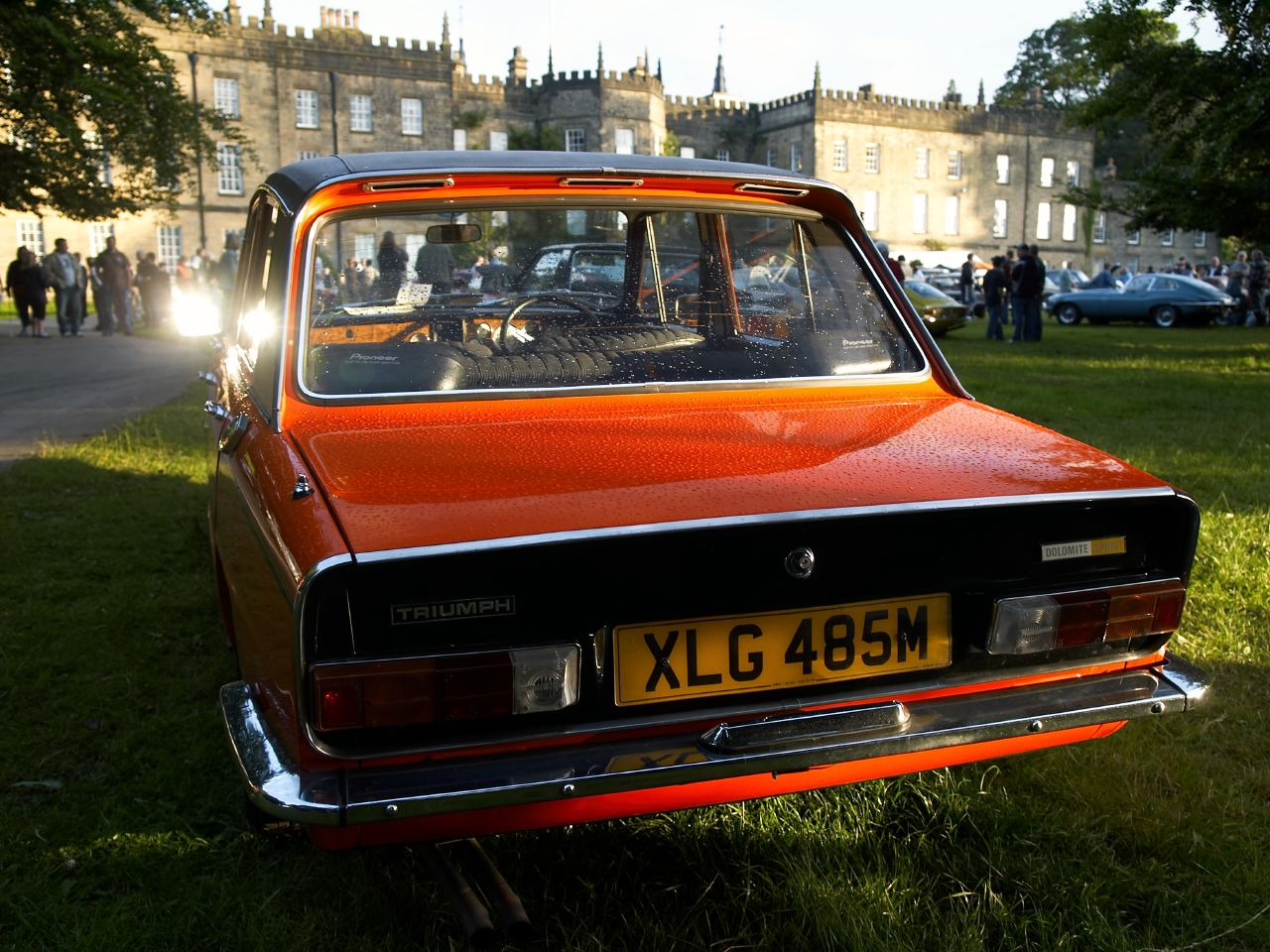
Tył nadwozia

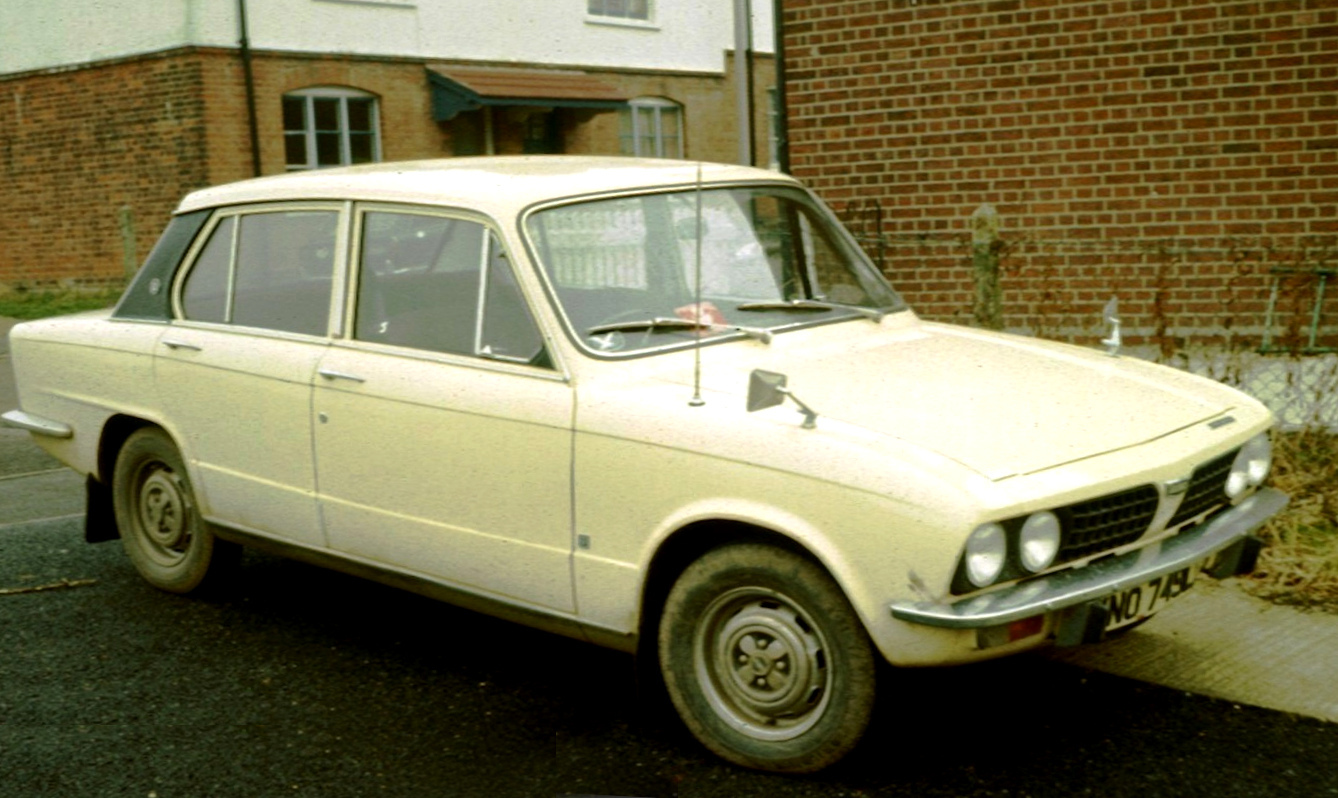
Triumph Dolomite z 1973 roku

Triumph Dolomite – brytyjski samochód osobowy klasy średniej produkowany od października 1972 do sierpnia 1980 przez Triumph Motor Company (filia British Leyland).
Pojazd dostępny był w następujących wersjach:
- Dolomite 1300 – wersja podstawowa, bazowe wyposażenie, pojedyncze lampy przednie, silnik 1.3 OHV
- Dolomite 1500 – tak samo jak 1300, silnik 1.5 OHV
- Dolomite 1500HL – bogatsze wyposażenie, silnik 1.5 OHV
- Dolomite 1850HL – bogatsze wyposażenie, silnik 1.85 SOHC
- Dolomite Sprint – sportowa odmiana, silnik 2.0 SOHC 16V

## Historia
Model Dolomite był ostatnim pojazdem stworzonym w ramach projektu małego sedana (nazwa „Project Ajax”), którego początki sięgają roku 1965 – premiera modelu 1300. Triumph 1300 został zaprojektowany jako następca dla tylnonapędowego Heralda, 1300 został wyposażony w przedni napęd oraz silnik R4 o pojemności 1296 cm³. Wprowadzony we wrześniu 1970 model 1500 charakteryzował się innym pasem przednim jak i tylnym zaprojektowanym przez Michelottiego oraz większym silnikiem R4 o pojemności 1493 cm³.
Model 1300 odniósł jednak umiarkowany sukces rynkowy; z powodu m.in. wysokiej ceny samochód nie zbliżył się do wyników sprzedaży osiąganych przez prostszego i tańszego Heralda. Z tego powodu we wrześniu 1970 roku uruchomiono produkcję uproszczonego tylnonapędowego pojazdu opartego na modelu 1300, nosił on nazwę Triumph Toledo.

## Dolomite / Dolomite 1850 HL
Dolomite, zaprojektowany jako następca dla przednionapędowego modelu 1500 jak i 6-cylindrowego Vitesse, został zaprezentowany na London Motor Show w październiku 1971 roku. Pełna produkcja ruszyła rok później – w październiku 1972. Pojazd używał przedłużonej konstrukcji samonośnego nadwozia z przednionapędowego Triumpha 1500, układ napędowy oraz zawieszenie przejęto zaś z tylnonapędowego Toledo.
Pierwotnie jako źródło napędu używano silnika R4 o pojemności 1854 cm³ OHC, generował on moc maksymalną 92 KM (68 kW) co niosło za sobą dobre osiągi. Ten sam silnik używany był przez Saaba w modelu 99.
Triumph Dolomite był produkowany głównie na rynek brytyjski i australijski, egzemplarze z kierownicą po lewej stronie są niezwykle rzadkie, prawdopodobnie wyprodukowane zostało nie więcej niż 200 sztuk Triumpha Dolomite 1850 HL z kierownicą po lewej stronie.

## Dolomite Sprint
Osiągi podstawowej wersji modelu Dolomite były na dość wysokim poziomie, pojazd odstawał jednak od rywali takich jak BMW 2002. By temu zaradzić Triumph rozpoczął w czerwcu 1973 produkcję wersji Dolomite Sprint, mimo że miała ona zostać uruchomiona już rok wcześniej.
Do napędu użyto dwulitrowego silnika R4 z jednym wałkiem rozrządu (SOHC) i czterema zaworami na cylinder. Dzięki zastosowaniu dwóch gaźników udało się osiągnąć moc maksymalną rzędu 126 KM (93 kW). Mimo że konstruktorzy w fazie testów byli w stanie osiągnąć z tego silnika moc ponad 150 KM (110 kW), na linii produkcyjnej niemożliwe było osiągnięcie tej samej jakości co w laboratorium, toteż moc montowanych silników wahała się pomiędzy 125-130 KM. Z tego powodu początkowe oznaczenie modelu, Dolomite 135, zostało zastąpione przez krótsze Dolomite.
Dolomite Sprint był pierwszym produkowanym masowo samochodem osobowym z silnikiem wyposażonym w układ multivalve, projekt cylindra wygrał brytyjską nagrodę Design Council w 1974.

## Dane techniczne
1972 Dolomite 1850
- R4 1,85 l (1855 cm³), 2 zawory na cylinder, SOHC
- Układ zasilania: dwa gaźniki
- Średnica cylindra × skok tłoka: 87 x 78 mm
- Stopień sprężania: 9:1
- Moc maksymalna: 92 KM (68 kW) przy 5200 obr./min
- Maksymalny moment obrotowy: 143 N•m przy 3500 obr./min

- Przyspieszenie 0–80 km/h: 8,3 s
- Przyspieszenie 0–100 km/h: 11,3 s
- Prędkość maksymalna: 166 km/h

1973 Dolomite Sprint
- R4 2,0 l (1998 cm³), 4 zawory na cylinder (16V), SOHC
- Układ zasilania: dwa gaźniki
- Średnica cylindra × skok tłoka: 86 x 86 mm
- Stopień sprężania: 9,5:1
- Moc maksymalna: 126 KM (93 kW) przy 5700 obr./min
- Maksymalny moment obrotowy: 169 N•m przy 4500 obr./min

- Przyspieszenie 0–100 km/h: 8,3 s
- Prędkość maksymalna: 185 km/h

1980 Dolomite 1300
- R4 1,3 l (1296 cm³), 2 zawory na cylinder, OHV
- Układ zasilania: gaźnik
- Średnica cylindra × skok tłoka: 73,7 x 76 mm
- Stopień sprężania: 8,5:1
- Moc maksymalna: 59 KM (43 kW) przy 5500 obr./min
- Maksymalny moment obrotowy: 92 N•m przy 3300 obr./min

1980 Dolomite 1500
- R4 1,5 l (1493 cm³), 2 zawory na cylinder, OHV
- Układ zasilania: gaźnik
- Średnica cylindra × skok tłoka: 73,7 x 87,5 mm
- Stopień sprężania: 8,5:1
- Moc maksymalna: 72 KM (53 kW) przy 5500 obr./min
- Maksymalny moment obrotowy: 114 N•m przy 3000 obr./min